# Silverbird
Silverbird es el primer álbum de estudio del cantautor inglés Leo Sayer. Fue publicado en enero de 1974 por Warner Bros. Records. Incluye la versión original de «The Show Must Go On» que Three Dog Night versionaría en su álbum Hard Labor.

## Recepción de la crítica
Un escritor no especificado de la revista Cash Box indicó que “[Silverbird] vale la pena porque las canciones reflejan una profundidad y una visión que poseen pocos que abrazan la música pop como una forma de arte”. Un escritor no especificado de la revista Billboard describió Silverbird como “un conjunto amplio y artístico” que “recuerda el apogeo de las producciones sonoras de The Beatles”. Un escritor no especificado de la revista Record World  elogió su “álbum propio apasionante, con una deslumbrante coproducción de Adam Faith y Dave Courtney”.

## Lista de canciones
Todas las letras escritas por Leo Sayer, toda la música compuesta por David Courtney. 
| Lado uno |                        |          |  |
| N.º      | Título                 | Duración |  |
| 1.       | «Innocent Bystander»   | 3:02     |  |
| 2.       | «Goodnight Old Friend» | 2:50     |  |
| 3.       | «Drop Back»            | 3:29     |  |
| 4.       | «Silverbird»           | 1:12     |  |
| 5.       | «The Show Must Go On»  | 3:32     |  |
| 6.       | «The Dancer»           | 4:30     |  |

| Lado dos |                               |          |  |
| N.º      | Título                        | Duración |  |
| 1.       | «Tomorrow»                    | 4:12     |  |
| 2.       | «Don't Say It's Over»         | 3:15     |  |
| 3.       | «Slow Motion»                 | 1:44     |  |
| 4.       | «Oh Wot a Life»               | 2:53     |  |
| 5.       | «Why Is Everybody Going Home» | 4:14     |  |

- Los lados uno y dos fueron combinados como pista 1–11 en la reedición de CD.

| Bonus tracks (2002 RPM Records reissue) |                                            |          |  |
| N.º                                     | Título                                     | Duración |  |
| 12.                                     | «Living in America» (performed by Patches) | 2:57     |  |
| 13.                                     | «Quicksand» (non-album single B-side)      | 2:52     |  |
| 14.                                     | «Leo's Story Part 1»                       | 17:13    |  |

## Créditos y personal
Créditos adaptados desde las notas de álbum de Silverbird.
Músicos
- Leo Sayer – voces
- Mike Giles – batería
- Henry Spinetti – batería
- Bob Henrit – batería
- Russ Ballard – guitarra
- Dave Wintor – bajo eléctrico
- David Courtney – piano
- Max Chetwyn – guitarra (3)
- Del Newman – arreglos

Personal técnico
- Adam Faith – productor
- David Courtney – productor
- Tom Newman – ingeniero de audio
- Keith Harwood – ingeniero de audio
- Richard Dodd – ingeniero de audio
- George “Porky” Peckham – masterización
- Kursty Climo – maquillador
- Graham Hughes – fotografía, concepto de portada

## Posicionamiento
| Gráfica (1974)                                        | Pico de posición |
| ----------------------------------------------------- | ---------------- |
| Australia (Kent Music Report)                         | 14               |
| Estados Unidos (Billboard Bubbling Under the Top LPs) | 209              |
| Reino Unido (UK Albums Chart)                         | 2                |